# Michael Rowan-Robinson
Michael Geoffrey Rowan-Robinson (* 9. Juli 1942) ist ein britischer Astronom und Astrophysiker (Infrarotastronomie).
Rowan-Robinson studierte am Pembroke College der Universität Cambridge mit dem Bachelor-Abschluss 1963 und am Royal Holloway College der Universität London mit dem Master-Abschluss in Astrophysik und Geologie 1966 und der Promotion (Astrophysik und Geologie) 1969. Er war ab 1969 Lecturer, ab 1978 Reader und ab 1987 Professor für Astrophysik am Queen Mary College der Universität London und leitete danach 1993 bis 2007 die Astrophysik-Gruppe am Imperial College London (Blackett Laboratory).
1969, 1971 und 1976 war er Gastwissenschaftler an der Universität Bologna und 1978/79 an der University of California, Berkeley.
Rowan-Robinson befasst sich mit extragalaktischer Astronomie im Fernen Infrarot und Sub-Millimeter Wellenlängenbereich. Er ist Autor mehrerer populärwissenschaftlicher Bücher und trat in England auch häufig in Radio und Fernsehen auf.
Er war an Forschungen am Infrared Space Observatory (ISO),  Spitzer-Weltraumteleskop (einem Infrarotteleskop) beteiligt, am James Clerk Maxwell Telescope (Sub-mm auf dem Mauna Kea, SCUBA Survey), am Herschel-Weltraumteleskop (SPIRE), am Planck-Weltraumteleskop (HFI) und seit 1977 am Infrared Astronomical Satellite (IRAS, gestartet 1983). Am ISO war er 1993 bis 1996 Mitglied der Zeitzuweisungskommission (Time Allocation Committee) und 1996 bis 2000 Wissenschaftler am Photometer sowie 1995 bis 2004 leitender Wissenschaftler des European Large Area ISO Survey (ELAIS). 1976 bis 1979 war er im Komitee Kosmologie der International Astronomical Union.
Er war in den Komitees des Hubble Space Telescope und der European Space Agency (1985 bis 1988 als Mitglied der Astronomy Working Group, 1993 bis 1996 Zeitzuweisungskomitee für ISO). Auf britischer Seite war er im Zeitzuweisungskomitee der Isaac-Newton-Teleskope im Roque-de-los-Muchachos-Observatorium.
Der Asteroid (4599) Rowan ist nach ihm benannt.
2006 bis 2008 war er Präsident der Royal Astronomical Society, deren Fellow er ist. 2008 erhielt er die erste Hoyle Medal des Institute of Physics. 1981 war er Gresham-Professor für Astronomie, verbunden mit öffentlichen Vorlesungen am Gresham College. Er ist Fellow des Institute of Physics (IOP).
Er ist seit 1978 verheiratet und hat eine Tochter und zwei Stiefsöhne. Als Hobbys gibt er Poesie, Politik, Theater, Musik und Golf an und bezeichnet sich als Atheist. Er wohnt in Southwold in Suffolk.

## Schriften
- Cosmic landscape : voyages back along the photon’s track, Oxford University Press 1979
- The cosmological distance ladder: distance and time in the Universe, Freeman, San Francisco, 1985
- Our universe: an armchair guide, Freeman 1990
- Universe, Longman 1990
- Ripples in the cosmos: a view behind the scenes of the new cosmology, W. H. Freeman Spectrum, 1993
- The nine numbers of the cosmos, Oxford University Press 2001
- Cosmology, Oxford University Press 2004 (zuerst Clarendon Press 1977)
- Fire and Ice: the nuclear winter, Longman 1985
- Night vision: exploring the infrared universe, Cambridge University Press 2013